# Paralaxita lyclene
Paralaxita lyclene är en fjärilsart som beskrevs av De Nicéville 1894. Paralaxita lyclene ingår i släktet Paralaxita och familjen Riodinidae. Inga underarter finns listade i Catalogue of Life.